# Hypallage
Die Hypallage [hypalaˈgeː, hyˈpalage] (von altgriechisch ὑπαλλαγή ‚Verwechslung‘) ist eine rhetorische Figur, die dadurch gekennzeichnet ist, dass der (gemeinte) inhaltliche Bezug eines Wortes von seinem (formulierten) grammatischen Bezug abweicht, genauer gesagt der semantische vom syntaktischen Bezug. Damit ist die Beziehung zwischen den Wörtern einer Aussage quasi „verschoben“, sodass die Aussage doppeldeutig wird. Bei idiomatisierten Hypallagen wird diese Doppeldeutigkeit im alltäglichen Sprachgebrauch häufig nicht wahrgenommen.
Die häufigste Form der Hypallage ist die Zuordnung eines attributiven Adjektivs zum falschen Substantiv, die gewollt oder unfreiwillig komisch wirken kann. Auch wenn Grammatiken und Stillehren von solchen „reitenden Artilleriekasernen“ abraten und sie wegen eigentlich regelwidriger Bezugnahme als „falsche Fügungen“ bezeichnen, tritt diese Form der Hypallage auch im schriftlichen Sprachgebrauch auf.
Hypallagen können auf ganz unterschiedliche Weise Verfremdungseffekte bewirken, von kaum bemerkbaren Abweichungen von der sprachlichen Norm über verblüffende Paradoxien bis zu schlankweg widersinnigen Formulierungen. In ihren kühneren Formulierungen werden sie bevorzugt von manieristischen Dichtern verwendet, in der Antike vor allem denen der Silbernen Latinität.

## Unterscheidung von anderen Stilmitteln
In den antiken Lehrbüchern der Rhetorik und Grammatik, die im Mittelalter die weiteste Rezeption erfuhren, wird die Hypallage nicht als eigene Stilfigur beschrieben. Daher wird das Wort seitdem gelegentlich synonym mit Enallage und Metonymie verwendet.
- Bei der Enallage [ɛnʔalaˈgeː, ɛnˈʔalage] (von altgriechisch ἐναλλαγή ‚Vertauschung‘) führt die grammatische Zuordnung des Attributes zu einem Wort oder Wortbestandteil, zu dem es inhaltlich nicht gehört. Herders Conversations-Lexicon (1854) bezeichnet die Enallage als Vertauschung von Wörtern der gleichen Wortklasse auch als Heterosis und unterscheidet davon die von Wörtern unterschiedlicher Wortklassen als Allöosis.[4] Wahrigs Deutsches Wörterbuch sieht jedoch wenig Unterschied zwischen Hypallage und Enallage: Dort wird die Enallage als „Verschiebung der Beziehung von Wörtern zueinander“ definiert, die Hypallage als „Veränderung der Beziehungen von Wörtern zueinander, Veränderung und Vertauschung von Satzteilen“.[5]
- In einer Metonymie werden nicht syntaktische und semantische Bezüge, sondern logische Verbindungen vertauscht. So wird das Teil statt des Ganzen, der Autor statt des Werks oder das Material statt des daraus gefertigten Gegenstand genannt.[6] Die Bezeichnung Hypallage für Metonymie findet sich beispielsweise bei Cicero.[7] Im Deutschen ist die Abgrenzung deutlicher als im Lateinischen, denn die Metonymie ersetzt gewisse Wörter durch Wörter mit verwandten Bedeutungen, während die Hypallage Beziehungen zu nicht gemeinten Wörtern eines Satzes enthält.

## Beispiele
- Vergil, Georgica IV, 429f.: “cum Proteus consueta petens e fluctibus antra / ibat […]” (deutsch: „als Proteus seine gewohnte Grotte aufsuchte und aus den Fluten stieg […]“). Das Partizip consueta drückt grammatisch aus, dass die Grotte sich daran gewöhnt hat, dabei ist es eigentlich Proteus.[8]
- Vergil, Aeneis, VI, 268: Von den Toten in der Unterwelt: “Ibant obscuri sola sub nocte per umbram” (deutsch: „Dunkel gingen sie in einsamer Nacht durch den Schatten“). Hier liegt eine doppelte Hypallage vor, da sich semantisch dunkel auf den Schatten und einsam auf die Toten bezieht.[2]
- Ovid, Metamorphosen, I, 1 f.: “In nova fert animus mutatas dicere formas / corpora” (deutsch: „Der Geist drängt mich, von den in neue Körper verwandelten Formen zu sprechen“). Näherliegend wären „in neue Formen verwandelte Körper“ gewesen.[2]
- Marcus Annaeus Lucanus, De bello civili V, 326: “invenient haec arma manus” (deutsch: „Diese Waffen werden Hände finden“). Julius Caesar droht mit diesen Worten meuternden Soldaten, dass er Gewalt gegen sie wird anwenden lassen.[9]
- Stéphane Mallarmé, « Victorieusement fui le suicide beau » (deutsch: „Siegreich floh der schöne Selbstmord“) (1886) erwähnt das tombeau absent, das ‚abwesende Grab‘ – gemeint ist, dass das lyrische Ich nicht darin liegt, also selber abwesend vom Grab ist.[10]
- Paul Valéry, Le cimetière marin (1920): « Où tant de marbre est tremblant sur tant d’ombre » (deutsch: „Wo so viel Marmor auf so viel Schatten zittert“) – gemeint sind eigentlich die sich bewegenden Schatten der Blätter auf dem an sich unbeweglichen Marmor.[11]
- „die schlanke Baukunst der Gotik“. Gemeint ist nicht, dass die Baukunst selbst schlank wäre, sondern die gotischen Bauten sind es.[12]
- „der kalte Druck ihrer Hände“ (statt „… ihrer kalten Hände“).[13]